# 拉罗什叙勒比
拉罗什叙勒比（法語：La Roche-sur-le-Buis，法語發音：[la ʁɔʃ syʁ lə bɥi]，意为“比上方的拉罗什”）是法国德龙省的一个市镇，属于尼永斯区。该市镇总面积27.72平方公里，2009年时的人口为331人。

## 地名
与通常在法语地名中表示“在……河畔”之意的“sur”不同，该地名La Roche-sur-le-Buis中的“sur”意为“在……上方”，表示名为拉罗什（La Roche）的该地与比（Buis）的位置关系，且事实上在该地附近也并无“比河”存在。

## 地理
拉罗什叙勒比（44°16'37"N, 5°18'44"E）面积27.72 平方千米，位于法国奥弗涅-罗讷-阿尔卑斯大区德龙省，该省份为法国东南部内陆省份，北起顺时针与伊泽尔省、上阿尔卑斯省、上普罗旺斯阿尔卑斯省、沃克吕兹省和阿尔代什省接壤。
与拉罗什叙勒比接壤的市镇（或旧市镇、城区）包括：比莱巴罗尼、埃加利耶、普莱西昂、佩尔西地区勒波厄、拉罗谢特迪比、韦尔夸朗。
拉罗什叙勒比的时区为UTC+01:00、UTC+02:00（夏令时）。

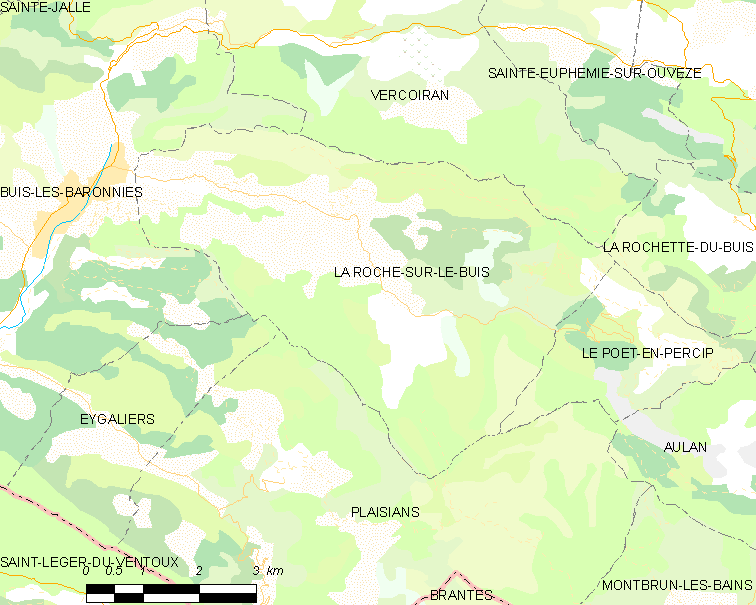
拉罗什叙勒比的OSM定位图

## 行政
拉罗什叙勒比的邮政编码为26170，INSEE市镇编码为26278。

## 政治
拉罗什叙勒比所属的省级选区为尼永斯-巴罗尼县。

## 人口

1962-2008年间拉罗什叙勒比人口变化图示

拉罗什叙勒比于2022年1月1日时的人口数量为288人。